# Прокопий (Титов)
Архиепи́скоп Проко́пий (в миру Пётр Семёнович Тито́в; 25 декабря 1877, Кузнецк-Сибирский, Томская губерния — 23 ноября 1937, Турткуль) — епископ Православной российской церкви, архиепископ Херсонский и Николаевский.
Причислен к лику святых Русской православной церкви в 2000 году.

## Биография
Родился 25 декабря 1877 года в городе Кузнецк-Сибирский Томской губернии в семье священника.
Окончил в 1892 году Томское духовное училище, в 1897 году Томскую духовную семинарию по первому разряду (вторым по списку), а в 1901 году Казанскую духовную академию со степенью кандидата богословия и с правом преподавания в семинарии.
С 19 июля 1901 года — учитель русского и церковнославянского языков в старших классах Томского духовного училища.
21 августа 1901 года в Уфе епископом Уфимским Антонием (Храповицким) пострижен в монашество с именем Прокопий, а 23 августа 1901 года рукоположён в иеромонаха.
С 7 сентября 1901 года — заведующий Томской церковно-учительской мужской школой. С 1904 года состоял членом Томской экзаменационной комиссии для лиц, ищущих звания псаломщика, диакона и священника. Был членом Томского епархиального братства св. Димитрия Ростовского и членом епархиального училищного совета.
Награждён набедренником (1904) и наперсным крестом (1905).
С 29 мая 1906 года — преподаватель Священного Писания в Иркутской духовной семинарии при ректоре, архимандрите Евгении (Зёрнове), казначей епархиального училищного совета.
С 1908 года — соборный иеромонах, цензор «Иркутских епархиальных ведомостей» и религиозно-нравственных листков. Получил известность как талантливый проповедник, организатор благотворительного отдела при Братстве святителя Иннокентия, секретарь постоянной Иркутской предсъездной комиссии. Временно исполнял обязанности инспектора классов и законоучителя старших трёх классов Иркутского женского училища.
С 30 августа 1909 года — помощник заведующего, преподаватель аскетики, полемического и пастырского богословия Житомирского училища пастырства в сане архимандрита, член Комиссии по освидетельствованию мощей свт. Софрония Иркутского. По воспоминаниям современников, «образ отца Прокопия, его блестящий огнём праведности взгляд, с милой и всепрощающей улыбкой на добром открытом русском лице, навсегда запечатлелся в душах знавших его».
В 1910—1914 годах одновременно цензор «Волынских епархиальных ведомостей», председатель Волынского Владимиро-Васильевского братства, член епархиального училищного совета, председатель общества взаимопомощи учащим и учившим в церковных школах Волынской епархии.
30 августа 1914 года в Одесском кафедральном соборе хиротонисан во епископа Елисаветградского, второго викария Херсонской епархии. Хиротонию совершили: митрополит Киевский и Галицкий Флавиан (Городецкий), архиепископ Херсонский Назарий (Кириллов), архиепископ Кишинёвский Платон (Рождественский) и епископ Алексий (Баженов).
Награждён орденами святой Анны II степени и святого Владимира IV степени (1914).

### Служение в Петрограде
В мае 1917 года в результате отстранения от руководства Александро-Невской лаврой архимандрита Филарета, назначен исполняющим обязанности наместника Александро-Невской лавры, с мая до декабря был её наместником.
Член Всероссийского Поместного Собора, участвовал в 1–2-й сессиях, член III, VII, XI, XIII отделов, сделал доклад о святителе Софронии Иркутском и подписался под актом о причислении его к лику святых.
14 декабря того же года назначен настоятелем Александро-Невской лавры с освобождением от должности епископа Елисаветградского.
Был председателем братства защиты Александро-Невской Лавры. Вместе с членами братства перед ракой с мощами святого благоверного князя Александра Невского дал обет защищать обитель до последнего вздоха. 19 января/2 февраля 1918 года арестован вместе с митрополитом Петроградским Вениамином (Казанским) и всем Духовным собором Лавры при неудавшейся попытке захвата Лавры красногвардейцами за отказ выдать ключи от кладовых и оставить монастырь для размещения в его помещениях лазарета. В результате привлечения набатным звоном множества народа красногвардейцы были вынуждены на время бежать из Лавры. Освобождён по требованию верующих.
Указом от 26 января/8 февраля 1918 года освобождён от настоятельства Лавры и назначен епископом Николаевским, викарием Одесской епархии.
В том же месяце снова определён наместником Лавры, находясь на этой должности до апреля 1918 года, затем выехал на Украину для служения в Одесской епархии.
6 июля 1918 года назначен главой специальной следственной комиссией для всестороннего выяснения всех обстоятельств убийства митрополита Киевского Владимира (Богоявленского).

### Епископ Одесский и Херсонский
С 1921 года — епископ Одесский и Херсонский.
16 февраля 1923 года был арестован и заключён в херсонскую тюрьму, 26 августа того же года был переведён в одесскую тюрьму. Осуждён к расстрелу «за противодействие изъятию церковных ценностей и за тесные сношения с добровольческим командованием при генерале Деникине» (реальной причиной осуждения было противодействие обновленческому движению — священнослужители-обновленцы, сотрудничавшие с деникинцами, не были привлечены к суду). Расстрельный приговор был заменён высылкой с территории Украины.
12 января 1925 года освобожден из одесской тюрьмы и выслан в Москву.

### Служение в Москве
В это время Патриарх Тихон вёл переговоры о легализации Синода, во Временный состав которого был включен и епископ Прокопий. Однако до смерти Патриарха Тихона, последовавшей 7 апреля 1925 года, этот вопрос так и не был решён.
На похоронах Патриарха Тихона служил панихиду. Присутствовал при оглашении завещания Патриарха Тихона, в котором говорилось, кто будет Местоблюстителем Патриаршего Престола до законного выбора нового Патриарха. Среди других иерархов Русской Православной Церкви был подписал документ о передаче обязанностей Патриаршего местоблюстителя митрополиту Крутицкому Петру (Полянскому). Вместе с некоторыми другими архиереями епископ Прокопий принимал активное участие в помощи Местоблюстителю Петру (Полянскому) в делах по управлению Русской Православной Церковью.
В июне 1925 года по инициативе митрополита Петра (Полянского) был возведён в сан архиепископа Одесского и Херсонского. Не имея возможности вернуться на Украину, остался в Москве. Определённого прихода не имел, служил по приглашениям.
В Херсоне к тому времени образовалась нелегальная религиозная община духовных чад и духовных единомышленников архиепископа Прокопия под руководством священника Иоанна Скадовского и протодиакона Михаила Захарова. Богослужения совершались на квартире диакона Михаила Захарова (Пролетарская, 55), где жил и Иоанн Скадовский. Имя Владыки непопустительно поминалось за богослужением.
В дальнейшем члены общины осуществляли постоянную связь Владыки с херсонской паствой, собирали для него посылки и передачи, сопровождали его на этапах, доставляли ему передачи и письма, благодаря которым он был в курсе всех епархиальных дел. Невзирая на заключения, этапы и на непрекращающиеся ссылки, архиепископ при первой возможности отвечал на все письма. В своих ответах он не только утешал скорбящих, но и делал распоряжения, давал советы и благословлял.

### Пребывание в Соловецком лагере
Арестован в ноябре 1925 года как сторонник Патриаршего местоблюстителя митрополита Петра (Полянского). «19 ноября 1925 года я был в числе других вместе с митрополитом Крутицким Петром (Полянским) арестован, и было предъявлено обвинение в принадлежности к контрреволюционной группе духовенства и мирян. Конкретных контрреволюционных действий мне предъявлено не было, возможно, не понравились мои разговоры, которые бывали с Тучковым, представителем ОГПУ, который бывал на наших совещаниях. После проведенного расследования мне было дано три года Соловков» — так впоследствии написал об этом архиепископ Прокопий. Обвинён в принадлежности к контрреволюционной группе духовенства и мирян. В январе 1926 года митрополит Петр на допросе назвал архиепископа Прокопия в числе иерархов, «с мнением которых я считался особенно».
26 мая 1926 года Особым совещанием при коллегии ОГПУ приговорён к трём годам заключения, которое с 1926 года по 3 декабря 1928 года отбывал в Соловецком лагере особого назначения. Участвовал, вместе с владыкой Евгением (Зёрновым) и другими архиереями в подготовке «Соловецкого послания» советского правительства, в котором говорилось о необходимости невмешательства государства и церкви в дела друг друга. Некоторое время был старшим епископом на Соловках.
В сентябре 1928 года заключённый архипастырь был смещён митрополитом Сергием (Страгородским) с Херсонской кафедры и уволен на покой, что вызвало недовольство у многих священнослужителей епархии, не согласных с текстом Декларации 1927 года.

### Ссылка в Сибирь
В 1928 году выслан в Сибирь, вначале отбывал ссылку в Тюменском округе, затем — в Тобольске (полтора месяца находился в изоляторе), позднее направлен в Обдорск, а оттуда — в село Мужи. В 1929—1931 годах жил в селе Новый Киеват Тюменской области.
Выступал против «Декларации» митрополита Сергия (Страгородского), но общения с ним не прервал. До августа 1930 года состоял в переписке с митрополитом Петром (Полянским).
30 июля 1931 года арестован в ссылке и обвинён в антисоветской агитации. Хозяин его квартиры, в частности, показал, что архиепископ говорил ему: «Возьмите сейчас коммуны, колхозы. Почему они бывают неудачные? Да потому, что туда попадают лодыри, тунеядцы и всякий сброд. А возьмите монастыри, в них много общего с коммунами… Можно строить колхозы, но не притеснять религию, а в результате такого враждебного отношения к религии и рождаются их колхозы-коммуны. Если бы веру оставили в покое и власть не обращала бы внимания на неё, было бы лучше. Когда народ стал бы культурнее, грамотнее, он сам бы определил, нужна ему вера или нет; и сам бы по себе культурный народ к религии стал бы относится по-иному, и новым начинаниям она нисколько не помешала». 14 декабря 1931 года Особое совещание при Коллегии ОГПУ приговорило его к трём годам ссылки в Казахстан.

### Новый арест и ссылка в Каракалпакию
В апреле 1934 года, после освобождения, уехал к матери в Томск, надеясь здесь вылечиться от малярии, которой тяжело заболел, находясь в ссылке. Однако улучшения самочувствия не наступало. В сентябре 1934 года по приглашению знакомого священника Ивана (Иоанна) Скадовского приехал к нему в город Камышин Сталинградской области, где тот отбывал ссылку.
2 октября 1934 года был арестован по подозрению в монархической и антисоветской деятельности. Виновным себя не признал. На допросе заявил, что симпатизирует монархии, однако не является сторонником её насильственного восстановления и считает, что «идея неограниченной монархии в настоящее время отжила своё время, и наиболее желательным в существующих условиях для меня представляется строй, обеспечивающий полное отделение Церкви от государства и гарантирующий Церкви полную свободу и невмешательство государства во внутреннюю жизнь Церкви».
17 марта 1935 года Особое совещание при НКВД СССР приговорило архиепископа Прокопия и священника Ивана Скадовского к пяти годам ссылки в Каракалпакию в город Турткуль, куда они прибыли 7 мая того же года. В доме, где они жили, была устроена небольшая церковь, куда приходили исповедаться и причаститься и православные местные жители.

### Последний арест и мученическая кончина
24 августа 1937 года архиепископ Прокопий и священник Иван Скадовский были арестованы по обвинению в "контрреволюционной монархической агитации, призывы к активной борьбе с сов. властью и организации нелегальной молельни". Виновными себя не признали. 28 октября тройка НКВД приговорила их к расстрелу, затем они были расстреляны.

## Канонизация и почитание
Священномученики Прокопий и Иоанн прославлены как местночтимые святые в 1996 году Священным синодом Украинской православной церкви.
Причислены к лику святых новомучеников и исповедников Российских на Юбилейном Архиерейском соборе Русской православной церкви в августе 2000 года для общецерковного почитания.
Память отмечается:
- Собор новомучеников и исповедников Церкви Русской (переходящая);
- Собор Санкт-Петербургских святых (переходящая);
- 18 ноября — память Отцов Поместного собора Церкви Русской 1917—1918 годов;
- 23 ноября — день мученической кончины.

2 июня 2025 года иерей Александр Родин совершил молебен и освятил в селе Новый Киеват Шурышкарского района Ямало-Ненецкого автономного округа памятную часовню с иконой священномученика Прокопия (Титова).

## Сочинения
- Жизнь и деятельность угодника Божия свт. Иннокентия. — Иркутск, 1907.
- Слово на день тезоименитства цесаревича Алексия // Иркутские епархиальные ведомости. 1908. — № 22.
- Как совершать Сретенскую службу в настоящем году? // Волынские епархиальные ведомости. 1914. — № 4.
- Речь при наречении во епископа Елисаветградского // Волынские епархиальные ведомости. 1914. — № 41.
- Рапорт // Херсонские епархиальные ведомости. 1915. — № 6.
- Из речи викария Херсонской епархии епископа Елизаветградского Прокопия (Титова) на собрании духовенства Одессы. 9 апреля 1917 г. // Биржевые ведомости. Пг., 1917. — № 82. — С. 5.